# أسلحة وجراثيم وفولاذ
أسلحة وجراثيم وفولاذ: مصير المجتمعات البشرية (وعُنوِنَ كذلك أسلحة، جراثيم وفولاذ: تاريخ موجز لكل شخص على مدار 13000 عام) هو كتاب غير خيالي متعدد المجالات كتبه جارد دايموند، أستاذ الجغرافية والفسيولجي في جامعة كاليفورنيا، لوس أنجلوس. في عام 1998، فاز كتاب أسلحة، جراثيم وفولاذ بجائزة بوليتزر لفئة الكتب غير الخيالية العامة وبجائزة افينتس لأفضل كتاب علمي. تم عرض وثائقي مبني على الكتاب، أنتِج من قبل ناشونال جيوغرافيك، وعرض على شبكة PBS عام 2005.
يحاول الكتاب تفسير سبب نجاة أوراسيا وشمال أفريقيا، في نفس الوقت الذي يعارض فيه فكرة حدوث هذا بسبب أي نوع من الفكر أو الاخلاق الاوراسية أو بسبب الأفضلية الجينية الموروثة. يقول دايموند ان الفجوة في القوة والتكنولوجيا الموجودة بين المجتمعات تنشأ بصورة أساسية من الفروقات البيئية، والتي تتضخم في دائرة ردود الفعل الايجابية. عندما تفضل الفروقات الثقافية والجينية الأوراسيون (على سبيل المثال، اللغة المكتوبة أو تطور سكان اوراسيا لمقاومة الأمراض المتوطنة)، يؤكد ان هذه الفوائد قد حدثت بسبب تأثير الجغرافية على المجتمع والثقافة (على سبيل المثال، عن طريق تفعيل التجارة بين الثقافات المختلفة) ولم تكن موروثة في جينات الاوراسيون.

## الملخص
يبدأ الكتاب بحوار دايموند مع يالي، السياسي في غينيا الجديدة. تحول الحوار إلى الفروقات الواضحة في القوة والتكنولوجيا بين شعب يالي وسكان اوراسيا الذين سيطروا على البلد لمدة 200 عام، لم يعزوا أي منهم هذه الفروقات إلى التفوق الجيني للاوراسيون. يسأل يالي، باستخدامه المصطلح المحلي (حمولة) لاختراعاتهم وتصنيعهم للبضاعة، «لماذا قمتهم ايها البيض بتطوير العديد من الحمولات واحضارها إلى غينيا الجديدة، ونحن الأشخاص السود لنا حمولة قليلة خاصة بنا».
أدرك دايموند انه من الممكن تطبيق السؤال نفسه في مكان اخر: «الأشخاص ذو أصل أوراسي... سيطروا... على العالم بالقوة والمال.» الشعوب الأخرى، بعدما تم إستعمارها، لا تزال متخلفة فيما يخص المال والقوة. ويقول ان «هنالك آخرون قد استُعبِدوا وهلكوا، بل حتى أُبيدوا من قبل المستعمرين الاوربيون.»
تعرض سكان القارات الأخرى (شعوب صحراء أفريقيا الجنوبية، الأمريكيون الأصليون، سكان أستراليا الأصليون وغينيا الجديدة، السكان الأصليون في جنوب شرق آسيا) إلى غزو، تهجير وفي بعض الحالات الشديدة إلى الإبادة من قبل المجتمعات المعتمدة على الزراعة مثل الأوراسيون والبانتو. وهو يعتقد ان هذا سببه الميزات التكنولوجية والمناعية لهذه المجتمعات، النابعة من البزوخ المبكر للزراعة بعد العصر الجليدي الاخير.

### العنوان
يشير عنوان الكتاب إلى الوسائل التي تستخدمها المجتمعات المعتمدة على الزراعة في غزو سكان المناطق الأخرى والحفاظ على هيمنتها، على الرغم من انهم يفوقوهم عددًا في العديد من الأحيان - الأسلحة الحديثة وفرت تفوق عسكري فوري (أسلحة)؛ أضعفت الأمراض الأوراسية الشعوب المحلية وقللت من عددها (جراثيم)؛ أساليب النقل الفعالة (الفولاذ) المؤدية إلى الإستعمار.

### ملخص النظرية

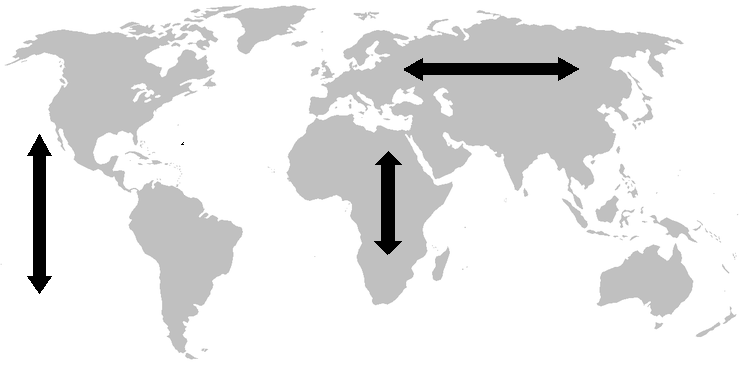
المحاور القارية طبقا لغاريد دايموند في أسلحة جراثيم وفولاذ

يقول دايموند ان الحضارة الاوراسية ليست نتيجة للإبداع، بل نتاج فرصة وحاجة. أي ان الحضارة لا تنشأ من الذكاء المتفوق، بل هي نتاج لسلسة من التطورات، كل منها أصبحت ممكنة بسبب شروط مسبقة معينة.
الخطوة الأولى نحو الحضارة هي التحول من الاعتماد على الصيد إلى مجتمع زراعي. هنالك شروط عديدة من الواجب توفرها ليحصل هذا التحول: امكانية الوصول إلى كربوهيدرات نباتية قابلة للتخزين؛ مناخ جاف بصورة كافية ليسمح بالتخزين؛ امكانية الوصول إلى حيوانات طيعة بصورة كافية ليتم تدجينها ومتنوعة بما يكفي لتتحمل الأسر. السيطرة على المحاصيل والثروة الحيوانية سيؤدي إلى فوائض غذائية. تحرر هذه الفوائض الناس ليتخصصوا في أنشطة أخرى غير الحصول على القوت ودعم النمو السكاني. ان دمج التخصص مع النمو السكاني سيؤدي إلى الابتكارات الاجتماعية والتكنولوجية التي تُبنى على بعضها البعض. تنتج المجتمعات الكبيرة الطبقة الحاكمة وتدعم البيروقراطية، والتي بدورها ستؤدي إلى دول وإمبراطوريات.
عل الرغم من ان الزراعة قد ظهرت في أماكن عديدة من العالم، الا ان اوراسيا قد حصلت على أفضلية مسبقة بسبب وفرة النباتات والحيوانات الصالحة للتدجين. كان لدى اوراسيا شعير، نوعين من القمح، وثلاث حبوب قطانية غنية بالبروتين كمصدر للغذاء. الكتان للمنسوجات، بالإضافة إلى الماعز والأغنام والماشية. كانت حبوب اوراسيا غنية بالبروتين، يسهل زراعتها، وأسهل في التخزين من الذرة الأمريكية أو الموز الاستوائي.
عندما بدأت حضارات غرب آسيا التجارة، وجدوا حيوانات مفيدة أخرى في المناطق المجاورة، أبرزها الحصان والحمار ليستخدمونها للتنقل. تعرف دايموند على 13 نوعًا من الحيوانات الضخمة التي تزن أكثر من 100 باوند تم تدجينها في اوراسيا، مقارنة بنوع واحد أمريكا الجنوبية وعدم وجود أي نوع آخر في بقية العالم. عانت كل من أستراليا وامريكا الشمالية من قلة الحيوانات المفيدة بسبب الانقراض، والذي حصل على الأغلب بسبب صيد البشر، بعد فترة وجيزة من نهاية العصر الحديث الأقرب، في حين ان الحيوانات الداجنة الموجودة في غينيا الجديدة جاءت من شرق آسيا خلال فترة الإستيطان الاسترونيزي قبل 4000-5000 عام. يصف دايموند العدد القليل من الأنواع الداجنة على انه مثال لمبدأ آنا كارينينا: لدى العديد من الأنواع صعوبة واحدة من مجموعة من الصعوبات التي تمنع التدجين. ويقول ان جميع الثديات الكبيرة التي من الممكن تدجينها، تم تدجينها بالفعل.
كان لمساحة الأرض الواسعة في الشرق والغرب فوائدها. هي منطقة واسعة تحتوي على عدد كبير من النباتات والأنواع الحيوانية المناسبة للتدجين.
ان وفرة الطعام وكثافة السكان جعلت تقسيم العمالة أمر ممكن. وان ظهور الأخصائيون الغير مزراعون مثل الحرفيين والكتاب قد سرع من النمو الاقتصادي والتطور التكنولوجي. ساعدت الأفضلية الاقتصادية والتكنولوجية هذه الأوربيون على غزو شعوب القارات الأخرى في القرون الحالية باستخدام الأسلحة والفولاذ في كتابه.

### الزراعة
يقول دايموند ان المدن تحتاج ال مصدر وفير من الطعام، ولهذا فهي تعتمد على الزراعة. يقوم المزارعون بعملهم وهو توفير الطعام، يسمح تقسيم العمالة للحريات الأخرى قيامها بوظائف أخرى، مثل التعدين والأدب.
الفخ الجوهري لتطور الزراعة هو وجود أنواع نباتية برية صالحة للأكل ومن الممكن زراعتها. ظهرت الزراعة بصورة مبكرة في منطقة هلال الخصيب، حيث ان هذه المنطقة احتوت على كميات وفيرة من القمح البري وأنواع من الحبوب القطاني التي كانت مغذية ويسهل زراعتها. على النقيض، عانى المزارعون الأمريكيون في تطوريهم للذرة لتصبح غذاء ذو فائدة.
وكان من الضروري في عملية التحول من الاعتماد على الصيد إلى المدن المعتمدة على الزراعة هو وجود حيوانات كبيرة من الممكن تدجينها، يتم تربيتها للحصول على لحم، المساعدة على العمل، والتواصل بعيد المدى. تعرف دايموند على 14 نوع من الحيوانات الداجنة. الحيوانات الخمسة الأكثر فائدة (الأبقار، الأحصنة، الأغنام، الماعز، والخنازير) كانت جميعها منحدرة من أنواع متوطنة في اوراسيا. من ضمن الانواع التسعة المتبقية، نوعين فقط (اللاما والالبكة) انحدرا من أراضي خارج اوراسيا.
طبقًا لمبدأ انا كارينينا، هنالك عدد قليل من الحيوانات الملائمة للتدجين. تعرف دايموند على ستة معايير من ضمنها ان يكون الحيوان طيع بصورة كافية، قطعاني، مستعد للتكاثر في الأسر ولديه منزلة مهيمنة اجتماعيا. ولذا لم يتم تدجين أي من الثديات الأفريقية مثل الحمار الوحشي، الظبي والفيل الأفريقي (على الرغم من ان بعضها من الممكن ترويضها، الا انه ليس من السهل أجبارها على التكاثر). قضى انقراض العصر الهولوسيني على العديد من الحيوانات الضخمة التي، إذا ما نجت، كانت قد أصبحت أنواع مرشحة، يقول دايموند ان نمط الانقراض كان أكثر شدة في القارات التي لم يكن لها أي تجربة سابقة مع البشر، حيث انهم التقوا مع البشر الذين كان لديهم تقنيات صيد متقدمة.
الحيوانات الداجنة الأصغر مثل القطط، الكلاب، الدجاج وخنزير غينيا من الممكن ان تكون ذو قيمة للمجتمعات الزراعية، ولكنها لن تكن كافية للحفاظ على مجتمع زراعي كبير. مثال على ذلك هو استخدام الأحصنة والماشية في حرث الأرض، مما يؤدي إلى إنتاج محاصيل أكثر وإعطاءهم القدرة على الزراعة في أنواع عديدة من الأراضي والترب التي تكون غير ممكنة باستخدام القوة العضلية للبشر وحدها.
الجغرافية
يقول دايموند ان الجغرافية قد أثرت على هجرة البشر، ليس عن طريق جعل السفر أصعب فحسب (تأثير الارتفاع بالأخص)، بل من خلال تأثير المناخ على سفر الحيوانات القابلة للتدجين ومكان المحاصيل التي ستنمو بسهولة بسبب الشمس.
تقول نظرية الخروج من افريقيا ان البشر انتشروا شرق الوادي المتصدع الكبير في وقت ما. منعت الصحراء هجرتهم شمالًا نحو الهلال الخصيب، إلى ان تكيف وادي نهر النيل.
يحاول دايموند تفسير سبب كون القوى المسيطرة في آخر 500 عام هي أوربية غربية بدلًا من آسيوية شرقية. المناطق الاسيوية التي ظهرت بها الحضارات الكبيرة كانت تملك صفات جغرافية تساعد على تكوين امبراطوريات كبيرة، مستقرة، ومعزولة لم تواجه ضغط خارجي للتغيير مما أدى إلى ركودها. ساعدت الحواجز الطبيعية العديدة في أوروبا على ظهور الدول المتصارعة. اجبرت هذه الصراعات الدول الأوروبية على تشجيع الاختراعات وتجنب الركود التكنولوجي.

### الجراثيم
في السياق اللاحق لإستعمار أوروبا للأمريكيتين، يُعتَقد ان 95 بالمئة من السكان الأصليون قد ماتوا بسبب الأمراض التي أحضرها الأوروبيون. مات العديد بسبب الأمراض المعدية مثل الجدري والحصبة. تمت ملاحظة ظروف مماثلة في تاريخ أستراليا وجنوب افريقيا.
لماذا لم تقتل أمراض سكان أمريكا الأصليون المستعمرين الاوربيين؟ يفترض دايموند ان أغلب هذه الأمراض قد تطورت في مجموعات كثيفة من السكان في القرى والمدن؛ ويقول كذلك ان معظم الأمراض الوبائية مصدرها الحيوانات الداجنة. التأثير المشترك من ازدياد الكثافة السكانية بسبب الزراعة، وقرب البشر من الحيوانات الداجنة أدى إلى إصابة البشر بالأمراض الحيوانية، مما أدى بدوره إلى حصول المجتمعات الأوروبية على مجموعة غنية من مسببات الأمراض الخطيرة والتي اكتسب الاوربيون مناعة ضدها بفضل الانتخاب الطبيعي خلال وقت أطول مما كانت عليه الحالة بالنسبة لسكان أمريكا الاصليون.
ذكر دايموند الأمراض (الملاريا بصورة أساسية) التي حدّت من توغل الأوروبيون في افريقيا كحالة استثنائية.

### النجاح والفشل
ركز كتاب أسلحة، جراثيم وفولاذ على سبب نجاح بعض الشعوب. ركز في كتابه اللاحق، الانهيار: كيف تختار المجتمعات فشلها أو نجاحها على البيئة والعوامل الأخرى التي ادت إلى فشل بعض البشر، انه كتاب تحذيري.

## الخلفية الفكرية
في ثلاثينات القرن الماضي، قامت مدرسة أناليس في فرنسا بدراسة البنيات التاريخية جغرافيًا، تاريخيًا، واجتماعيًا. درس الباحثون تأثير الجغرافية، الطقس واستخدام الأراضي. على الرغم من ان الجغرافية قد تم استبعادها تقريبًا كعامل مؤثر في الولايات المتحدة بعد ستينات القرن الماضي، الا انه قد تم نشر العديد من النظريات التاريخية المبنية على أساس جغرافي في التسعينات.
في عام 1991، كان دايموند قد تساءل بالفعل عن سبب «سيطرة الأوروبيون على الثقافات الأخرى» في كتابه الشيمبانزي الثالث: تطور ومستقبل الإنسان الحيوان.

## التقبل
في عام 1997 فاز كتاب أسلحة، جراثيم وفولاذ بجائزة فاي بيتا كابا للعلوم. في عام 1998 فاز بجائزة بوليتزر لفئة الكتب الغير خيالية كتقدير لتحليله الدقيق لمواضيع عديدة وجائزة الجمعية الملكية رون بولانك لفئة الكتب العلمية. قامت ناشيونال جيوغرافيك بإنتاج وثائقي يحمل نفس الاسم مرتكز على الكتاب وتم عرضه على PBS في يوليو 2005.

## النشر
نُشِر الكتاب لأول مرة من قبل و. و. نورتن في مارس 1997. نشر مرات متتالية بعدها في بريطانيا العظمى تحت عنوان أسلحة، جراثيم وفولاذ: تاريخ موجز لكل شخص على مدار 13,000 عام من قبل Vintage عام 1998. كان أحد الكتب الموصى بها من قبل نادي كتاب الشهر، نادي الكتب التاريخية، نادي الكتب ورقية الغلاف، ونادي نيوبردج للكتاب.